# Hergnies
Hergnies település Franciaországban, Nord megyében. Lakosainak száma 4471 fő (2022. január 1.). Hergnies Vieux-Condé, Bruille-Saint-Amand, Flines-lès-Mortagne, Odomez és Péruwelz községekkel határos.

## Népesség
A település népességének változása:
| Lakosok száma | 1201 | 3113 | 3742 | 3387 | 3849 | 4349 | 4393 | 4439 | 4465 | 4471 |
|               | 1800 | 1851 | 1901 | 1975 | 1999 | 2013 | 2015 | 2018 | 2020 | 2022 |